# Patrick Stewart
Sir Patrick Steward (sinh ngày 13 tháng 7 năm 1940) là một diễn viên người Anh có sự nghiệp kéo dài sáu thập kỷ trong nhiều tác phẩm sân khấu, truyền hình, điện ảnh và trò chơi điện tử. Ông đã được đề cử cho Olivier, Tony, Quả cầu vàng, Emmy, Hiệp hội Diễn viên Màn ảnh và Giải Saturn.
Bắt đầu sự nghiệp của mình với thời gian dài với tư cách là thành viên của Royal Shakespeare Company, Stewart đã nhận được giải thưởng Laurence Olivier năm 1979 cho Nam diễn viên chính xuất sắc nhất trong một vai phụ cho màn trình diễn trong Antony và Cleopatra ở West End. Những vai diễn chính đầu tiên trên màn ảnh của ông là trong các tác phẩm truyền hình của đài BBC vào giữa cuối những năm 1970, bao gồm Hedda và loạt phim truyền hình I, Claudius.
Từ những năm 1980 trở đi, Stewart bắt đầu làm việc trong lĩnh vực truyền hình và điện ảnh của Mỹ, với các vai chính nổi bật như Thuyền trưởng Jean-Luc Picard trong Star Trek: The Next Generation, các bộ phim tiếp theo và Star Trek: Picard; vai giáo sư Charles Xavier trong loạt phim siêu anh hùng X-Men; vai chính của bộ phim truyền hình Starz Blunt Talk; và các vai lồng tiếng như Phó Giám đốc CIA Avery Bullock trong American Dad! và người kể chuyện trong Ted. Ở lại với Royal Shakespeare Company, vào năm 2008, ông đã đóng vai Vua Claudius ở Hamlet ở West End và giành được Giải thưởng Olivier thứ hai.
Năm 1993, TV Guide đã vinh danh ông là Nam diễn viên truyền hình ấn tượng nhất thập niên 1980. Ông nhận được một ngôi sao trên Đại lộ Danh vọng Hollywood vào ngày 16 tháng 12 năm 1996. Năm 2010, ông được Nữ hoàng Elizabeth II phong tước Hiệp sĩ cho các dịch vụ đóng phim truyền hình.

## Đầu đời và giáo dục
Patrick Stewart sinh ngày 13, tháng 7, năm 1940 tại
Mirfield, khu Tây Yorkshire, Anh quốc. Ông là con của Gladys (nhũ danh Barrowclough), một người thợ dệt vải, và Alfred Stewart, một thượng sĩ trong Quân đội Anh. Ông có hai người anh, Geoffrey (sinh 1925) và Trevor (sinh 1935).
Stewart lớn lên trong một gia đình nghèo khó và bạo hành từ cha ông, điều này về sau ảnh hưởng tới tư tưởng của ông. Năm 2008, trong một cuộc phỏng vấn, Stewart nói rằng: "Cha tôi là một con người mạnh mẽ, ông đã đạt được những gì mà ông muốn. Khi ông sải bước nơi thao trường, chim như ngừng hót. Rất nhiều năm trước khi tôi nhận ra cha tôi đã bước vào công việc của tôi như thế nào. Tôi đã nuôi một bộ ria mép cho
vai diễn trong vở Macbeth. Cha tôi không có ria mép, nhưng khi tôi nhìn vào trong gương trước khi lên sân khấu, tôi như nhìn thấy gương mặt cha tôi nhìn thẳng vào tôi".
Stewart học tại trường Crowlees Church of England Junior and Infants School. Tại đây một thầy giáo Ngữ văn tên Cecil Dormand đã bắt đầu sự nghiệp diễn xuất của ông. Người mà ông nói rằng "đặt một vở kịch của Shakespeare vào tay tôi và nói 'Giờ thì đứng lên và diễn đi' ". Năm 1951, khi 11 tuổi, ông vào học trường Mirfield Secondary Modern School, tại đây ông tiếp tục học về kịch. Năm 15 tuổi ông rời trường và tham gia diễn tại một nhà hát địa phương. Ông cũng xin làm vị trí phóng viên tờ báo Mirfield & District Reporter. Nhưng 1 năm sau, ông chủ tờ báo buộc ông phải lựa chọn giữa diễn xuất hay làm báo, và ông đã bỏ việc. Anh của Stewart kể lại rằng ông đã tham gia tập kịch trong thời gian làm việc, vì thế mà sau đó phải bịa ra những tin tức cho tòa báo. Stewart cũng tập luyện môn Quyền Anh. Ông mất hết tóc năm 18 tuổi. Những kinh nghiệm đau thương đã làm Stewart nhút nhát, và ông xem diễn xuất như là một phương tiện để thể hiện bản thân.

## Sự nghiệp

### Bắt đầu sự nghiệp (1966–1987)
Sau một thời gian gắn bó với Nhà hát Thư viện của Manchester, Stewart trở thành thành viên của Công ty Royal Shakespeare vào năm 1966, ở lại với họ cho đến năm 1982. Ông là nghệ sĩ cộng tác của công ty vào năm 1968. Ông xuất hiện cùng với các diễn viên như Ben Kingsley và Ian Richardson. Vào tháng 1 năm 1967, anh xuất hiện trên truyền hình lần đầu tiên trên phố Coronation với tư cách là một sĩ quan cứu hỏa. Năm 1969, anh có một vai khách mời ngắn trên truyền hình là Horatio , đối diện với Hamlet của Ian Richardson , trong một màn trình diễn cảnh người đào mộ trong tập sáu của loạt phim truyền hình Văn minh của Ngài Kenneth Clark . Anh ra mắt sân khấu Broadway với vai Snout trong vở kịch A Midsummer Night's Dream huyền thoại của Peter Brook  , sau đó chuyển đến Nhà hát Quốc gia Hoàng gia vào đầu những năm 1980.
Trong những năm qua, Stewart đã tham gia vào nhiều bộ phim truyền hình lớn mà chưa bao giờ trở thành một cái tên quen thuộc. Ông xuất hiện với vai Vladimir Lenin trong Fall of Eagles ; Sejanus trong I, Claudius; Karla trong Tinker Tailor Soldier Spy và Smiley's People; Claudius trong bản chuyển thể năm 1980 của đài BBC về Hamlet. Ông thậm chí còn đảm nhận vai nam chính lãng mạn trong bộ phim chuyển thể North and South của Elizabeth Gaskell năm 1975. Ông cũng dẫn đầu, với tư cách là nhà tư vấn tâm thần, Tiến sĩ Edward Roebuck, trên BBC's Mayburynăm 1981. Ông tiếp tục đóng các vai nhỏ trong các bộ phim, chẳng hạn như King Leondegrance trong Excalibur (1981) của John Boorman, nhân vật Gurney Halleck trong Dune (1984) của David Lynch và Tiến sĩ Armstrong trong Tobe Hooper 's Lifeforce (1985).
Stewart thích sân khấu cổ điển hơn các thể loại khác, khi hỏi nữ diễn viên Lalla Ward của Doctor Who tại sao cô lại làm việc trong phim khoa học viễn tưởng hoặc trên truyền hình. Năm 1987, ông vẫn đồng ý làm việc ở Hollywood để làm hồi sinh Star Trek, sau khi Robert H. Justman nhìn thấy ông khi tham gia buổi đọc văn học tại UCLA. Stewart không biết gì về ảnh hưởng văn hóa của Star Trek hoặc địa vị mang tính biểu tượng của nó trong văn hóa Mỹ. Ông đã miễn cưỡng ký hợp đồng tiêu chuẩn sáu năm, nhưng đã làm như vậy vì ông ấy, người đại diện của anh ấy và những người khác mà Stewart đã tham khảo ý kiến, tất cả đều tin rằng buổi biểu diễn mới sẽ nhanh chóng thất bại và anh ấy sẽ trở lại sự nghiệp sân khấu London của mình sau khi thực hiện một số tiền bạc. Khi ở Hollywood, ông đã lấy tên đệm ngắn gọn, "Hewes", để phân biệt mình với một Patrick Stewart khác, người đã là thành viên của Screen Actors Guild.

### Sự nghiệp phim điện ảnh và truyền hình (1987–nay)

#### Star Trek: The Next Generation

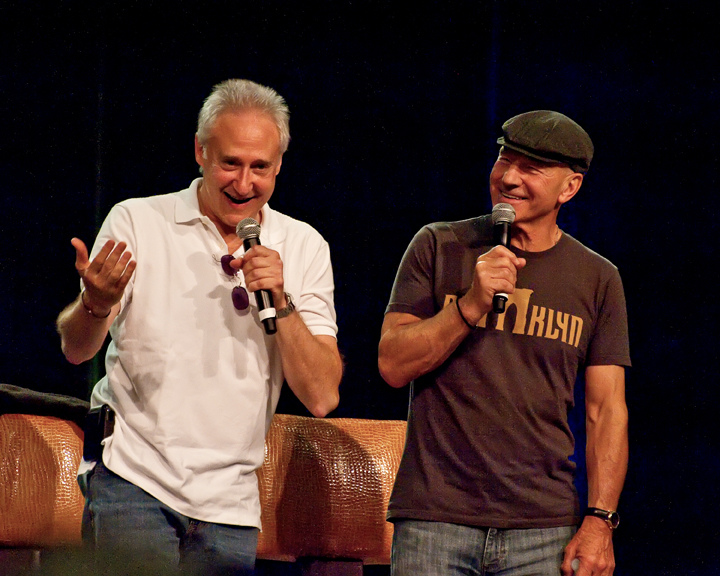
Stewart với bạn diễn Star Trek, Brent Spiner vào năm 2010.

Khi Stewart được chọn cho vai Thuyền trưởng Jean-Luc Picard trong Star Trek: The Next Generation (1987–1994), tờ Los Angeles Times đã gọi ông là "diễn viên Shakespearean người Anh vô danh". Vẫn sống trong va li vì hoài nghi rằng chương trình sẽ thành công, ông không chuẩn bị cho lịch trình sản xuất truyền hình dài bắt đầu lúc 4:45 sáng mỗi ngày. Ban đầu ông gặp khó khăn trong việc hòa nhập với những người bạn diễn kém kỷ luật, nói rằng "tinh thần của tôi thường chìm xuống" khi ông được yêu cầu ghi nhớ và đọc thuộc lòng lời thoại về kỹ thuật. Cuối cùng, ông đã hiểu rõ hơn về sự khác biệt văn hóa giữa sân khấu và truyền hình, và dòng kỹ thuật yêu thích của ông đã trở thành "sự liên tục trong không thời gian". ÔNg vẫn là bạn thân của các diễn viên Star Trek  và trở thành người bênh vực họ với nhà sản xuất khi cần thiết. Marina Sirtis đã ghi nhận Stewart với "ít nhất 50%, nếu không muốn nói là hơn" thành công của chương trình vì những người khác đã bắt chước sự chuyên nghiệp và cống hiến của anh trong diễn xuất.
Stewart, khi ông nhận ra mình đã trở nên nổi tiếng
Stewart bất ngờ trở nên giàu có nhờ thành công của chương trình.  Năm 1992, trong thời gian nghỉ quay phim, Stewart tính toán rằng anh kiếm được nhiều hơn trong thời gian nghỉ đó so với 10 tuần của Woolf ở London. Từ năm 1994 đến năm 2002, anh cũng đóng vai Picard trong các phim Star Trek Generations (1994), Star Trek: First Contact (1996), Star Trek: Insurrection (1998) và Star Trek: Nemesis (2002); và trong tập thử nghiệm " Emissary " của Star Trek: Deep Space Nine, và nhận được đề cử Giải thưởng Screen Actors Guild năm 1995 cho "Diễn xuất xuất sắc của một diễn viên nam trong phim truyền hình dài tập".
– Phỏng vấn, The Times 
Khi được hỏi vào năm 2011 về điểm nổi bật trong sự nghiệp của mình, ông đã chọn Star Trek: The Next Generation, bởi vì "nó đã thay đổi mọi thứ [đối với tôi]." Ông cũng cho biết anh ấy rất tự hào về tác phẩm của mình trên Star Trek: The Next Generation vì những thông điệp xã hội và tác động giáo dục đối với người xem trẻ tuổi. Khi được hỏi về tầm quan trọng của vai trò so với sự nghiệp Shakespeare nổi tiếng của mình, ông nói, "Thực tế là tất cả những năm đó ở Royal Shakespeare Company - đóng tất cả những vị vua, hoàng đế, hoàng tử và những anh hùng bi thảm - không gì khác ngoài sự chuẩn bị cho việc ngồi vào chiếc thuyền trưởng chủ tịch của Xí nghiệp.", người mà ông chưa bao giờ nghe thấy, với tư cách là người đàn ông và phụ nữ "dễ thương nhất" trên truyền hình. Trong một cuộc phỏng vấn với Michael Parkinson, ông bày tỏ lòng biết ơn về câu trả lời của Gene Roddenberry với một phóng viên đã nói rằng, "Chắc chắn họ sẽ chữa được chứng hói đầu vào thế kỷ 24", Roddenberry trả lời, " Vào thế kỷ 24, họ sẽ không quan tâm."
Vào ngày 4 tháng 8 năm 2018, CBS và Stewart cùng thông báo rằng ông ấy sẽ đóng lại vai Jean-Luc Picard trong loạt phim Star Trek mới. Trong một tuyên bố đã được chuẩn bị trước, Stewart cho biết ông và các nhà sản xuất của chương trình mới sẽ "nỗ lực để mang lại một câu chuyện mới mẻ, bất ngờ và phù hợp cho cuộc sống một lần nữa."

#### Loạt phimX-Men

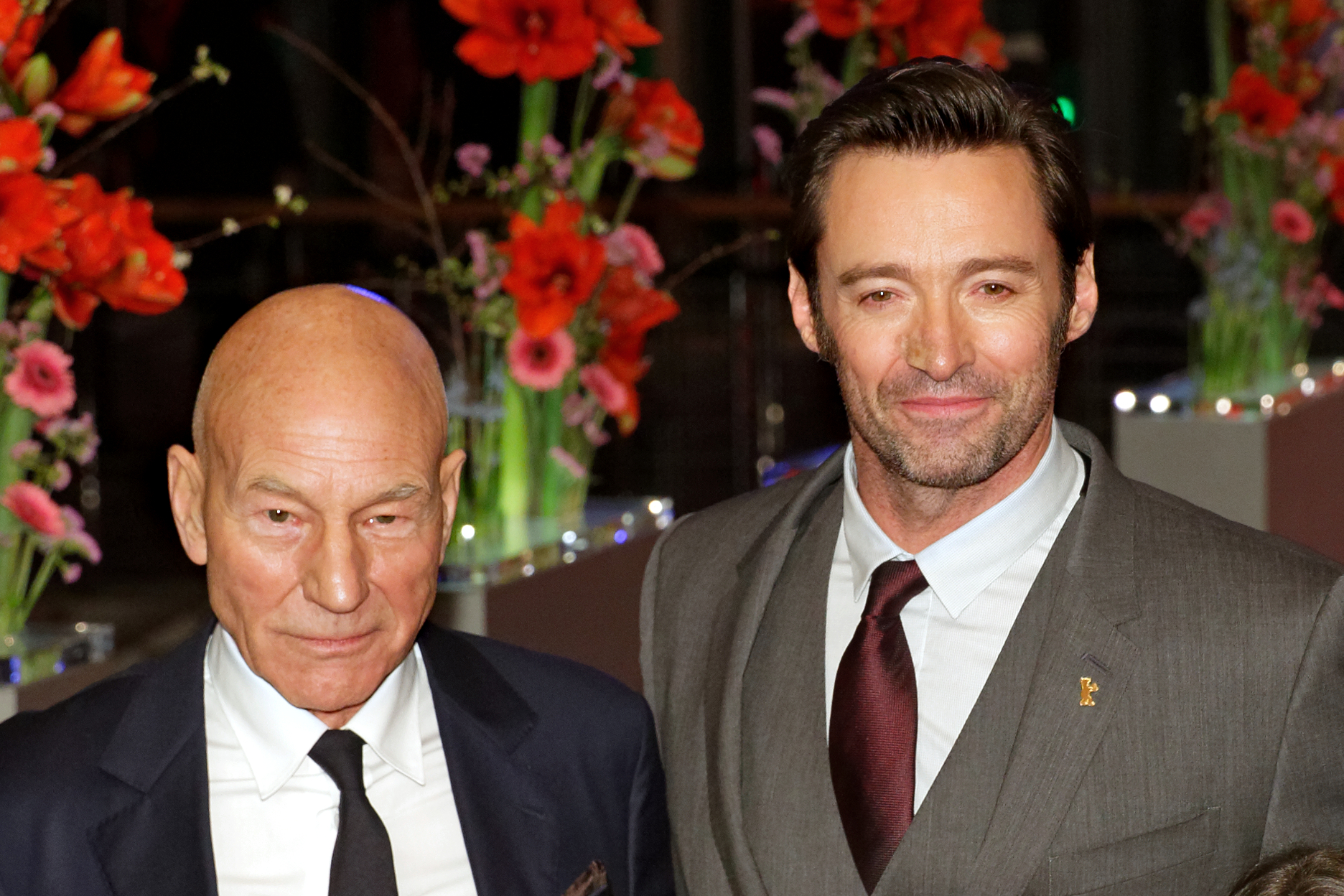
Stewart với bạn diễn Hugh Jackman tại buổi ra mắt thế giới của Logan năm 2017.

Thành công của Star Trek: The Next Generation TV và nhượng quyền thương mại điện ảnh tiêu biểu cho Stewart trong vai Picard và việc có được các vai diễn khác trở nên khó khăn. ÔNg ấy cũng cảm thấy khó khăn khi trở lại sân khấu vì vắng bóng quá lâu. Ông ấy nhận xét rằng ông ấy sẽ không bao giờ tham gia The Next Generation nếu anh ấy biết rằng nó sẽ phát sóng trong bảy năm: "Không, không. KHÔNG. Và bây giờ nhìn lại, tôi vẫn thấy sợ một chút khi nghĩ rằng quá nhiều thứ của mình. Cuộc đời đã hoàn toàn dành cho Star Trek và hầu như không có gì khác. "
Tuy nhiên, vào cuối những năm 1990, ông đã nhận lời đóng vai chính trong loạt phim X-Men kinh phí lớn, trong vai Giáo sư Charles Xavier, người sáng lập và cố vấn của đội siêu anh hùng, một vai trò giống Picard về nhiều mặt. Ban đầu ông miễn cưỡng ký tiếp một thương hiệu phim khác, nhưng sự quan tâm làm việc với đạo diễn Bryan Singer đã thuyết phục ông ấy. Stewart đã đóng vai này trong bảy phim điện ảnh (X-Men, X2, X-Men: The Last Stand, X-Men Origins: Wolverine, The Wolverine, X-Men: Days of Future Past và Logan) và lồng tiếng cho một số trò chơi điện tử (X-Men Legends, X-Men Legends II và X-Men: Next Dimension). Stewart thông báo rằng ông sẽ rời loạt phim X-Men sau Logan, đây là lần cuối cùng ông đóng vai này.
Năm 2022, ông thủ vai Giáo sư X của Earth-838 trong bộ phim Doctor Strange in the Multiverse of Madness thuộc Vũ trụ Điện ảnh Marvel (MCU).

#### Phim tài liệu
Năm 2011, Stewart xuất hiện trong bộ phim tài liệu dài tập The Captains cùng với William Shatner (người đóng vai Thuyền trưởng James Kirk của Star Trek) - Shatner cũng viết kịch bản và đạo diễn bộ phim. Trong phim, Shatner phỏng vấn các diễn viên đã đóng vai thuyền trưởng trong loạt phim Star Trek. Bộ phim rất chú ý đến các cuộc phỏng vấn của Shatner với Stewart tại nhà của anh ta ở Oxfordshire, cũng như tại Hội nghị Star Trek ở Las Vegas, Nevada; Stewart tiết lộ nỗi sợ hãi và những thất bại cá nhân đi kèm với nhiệm kỳ của mình như một Starfleet đội trưởng, và cả những chiến thắng vĩ đại mà ông tin rằng đã đi cùng với vai trò Picard của anh ấy.  Năm 2016, ông thuật lại Connected Universe, một bộ phim tài liệu gây quỹ cộng đồng của đạo diễn Malcolm Carter dựa trên ý tưởng của nhà vật lý tự phong Nassim Haramein.

#### Phim và truyền hình khác
Các vai diễn điện ảnh và truyền hình khác của Stewart bao gồm Sterling đồng tính rực rỡ trong bộ phim năm 1995 Jeffrey và Vua Henry II trong The Lion in Winter. Ông đã thể hiện vai Đại úy Ahab trong phiên bản phim truyền hình năm 1998 của Moby Dick, nhận được đề cử Giải Emmy và đề cử Giải Quả cầu vàng cho màn trình diễn của anh. Anh đóng vai chính trong bộ phim Safe House năm 1998. Ông cũng đóng vai Scrooge phiên bản phim truyền hình A Christmas Carol của Charles Dickens vào năm 1999, nhận được đề cử Giải thưởng Screen Actors Guild cho diễn xuất của mình.
Cuối năm 2003, trong mùa thứ 11 và là mùa cuối cùng của Frasier của NBC, Stewart xuất hiện trong chương trình với tư cách là một đạo diễn opera và xã hội đồng tính ở Seattle, người đã nhầm Frasier là một người tình tiềm năng. Vào tháng 7 năm 2003, ông xuất hiện trong Series 2 (Tập 09) của Top Gear in the Star trong phân đoạn Xe hơi có giá hợp lý, đạt được thời gian 1:50 tại Liana. Năm 2005, ông được chọn vào vai Giáo sư Ian Hood trong loạt phim kinh dị 4 tập của ITV, do Stephen Gallagher thực hiện. Tập đầu tiên được phát sóng vào ngày 19 tháng 1 năm 2006. Năm 2005, ông đóng vai thuyền trưởng Nemo trong bản chuyển thể gồm hai phần của The Mysterious Island. Stewart cũng xuất hiện như một bức tranh biếm họa ám ảnh về ảnh khỏa thân của chính mình trong loạt phim truyền hình Extras của Ricky Gervais và Stephen Merchant. Ông đã đóng vai John Bosley trong bộ phim hài hành động Charlie's Angels năm 2019, phát hành vào ngày 15 tháng 11.

### Công việc khác
Được biết đến với giọng hát mạnh mẽ và có thẩm quyền, Stewart đã cho mượn giọng nói của mình trong một số dự án. Ông đã tường thuật các bản thu âm của Peter and the Wolf của Prokofiev (đoạt giải Grammy), The Four Seasons của Vivaldi (cũng đã được William Shatner thuật lại), The Last Battle của CS Lewis (phần kết của loạt phim The Chronicles of Narnia), Sự trở lại Trung tâm Trái đất của Rick Wakeman ; cũng như nhiều chương trình truyền hình như High Spirits with Shirley Ghostman . Stewart đã cung cấp bài tường thuật choNine Worlds, chuyến tham quan thiên văn về Hệ Mặt trời và các phim tài liệu về thiên nhiên như The Secret of Life on Earth và Mountain Gorilla. Ông cũng được biết là người lồng tiếng cho Magic Mirror trong chương trình trực tiếp của Disneyland, Snow White - An Enchanting Musical. Ông cũng là người kể chuyện cho bộ phim Dragons: A Fantasy Made Real được phát hành tại Mỹ. Ông cũng là người kể chuyện cho hai chương trình video toàn dân do Loch Ness Productions sản xuất và phân phối, được gọi là MarsQuest và The Voyager Encounters.
Ông cũng là diễn viên lồng tiếng cho các bộ phim hoạt hình The Prince of Egypt, Jimmy Neutron: Boy Genius, Chicken Little, The Pagemaster, The Emoji Movie, lồng tiếng Anh cho các bộ phim hoạt hình Nhật Bản Nausicaä of the Valley of the Wind, của Hayao Miyazaki và Steamboy của Katsuhiro Otomo. Ông ấy ủng hộ thành phố quê hương Dewsbury ở West Yorkshire bằng cách cho mượn giọng nói của mình trong một loạt video về thị trấn vào năm 1999. Ông lồng tiếng cho chú lợn Napoleon trong một bộ phim chuyển thể dành cho truyền hình của Animal Farm của George Orwell và khách mời đóng vai chính trong tập phim "Homer the Great" của The Simpsons với tư cách là Số Một. Stewart cũng đã ghi âm một đoạn tường thuật được lên kế hoạch cho phần mở đầu và phần kết cho The Nightmare Before Christmas của Tim Burton nhưng bộ phim cuối cùng đã sử dụng một giọng nói khác (lời tường thuật ban đầu chỉ xuất hiện trên ấn bản đầu tiên của nhạc phim).
Anh ấy đóng vai trò định kỳ là Phó Giám đốc CIA Avery Bullock, cho thấy sự đáng yêu cũng như giọng nói của anh ấy trong loạt phim hoạt hình American Dad!. Anh ấy cũng đã xuất hiện một số khách mời trong Family Guy với nhiều vai trò khác nhau. Stewart cũng xuất hiện với tư cách là người dẫn chuyện trong bộ phim đầu tay của đạo diễn Seth MacFarlane năm 2012, Ted. Năm 2006, Stewart lồng tiếng cho cha của Bambi, Đại hoàng tử trong rừng, trong phần tiếp theo trực tiếp qua video của Disney là Bambi II.
Ông ấy đã cho mượn giọng nói của mình trong các trò chơi máy tính Star Trek do Activision sản xuất , Star Trek: Armada, Armada II, Star Trek: Starfleet Command III, Star Trek: Invasion, Bridge Commander và Elite Force II, tất cả đều tái hiện vai trò của ông là Picard. Stewart đã thể hiện lại vai diễn Picard của mình trong Star Trek: Legacy cho cả PC và Xbox 360, cùng với bốn đội trưởng Starfleet "chính" khác từ loạt Star Trek khác nhau.
Ngoài việc lồng tiếng cho các nhân vật của mình từ Star Trek và X-Men trong một số trò chơi máy tính và video liên quan, Stewart còn làm diễn viên lồng tiếng cho các trò chơi không liên quan đến cả hai thương hiệu, chẳng hạn như Castlevania: Lords of Shadow , Forgotten Realms: Demon Stone , Lands of Lore: The Throne of Chaos và The Elder Scrolls IV: Oblivion mà vào năm 2006, anh đã giành được Giải thưởng Trò chơi điện tử trên truyền hình Spike  cho tác phẩm của mình trong vai Hoàng đế Uriel Septim. Ông cũng cho mượn giọng nói của mình trong một số ấn bản của Từ điển Bách khoa Tương tác của Compton .
Tài năng lồng tiếng của anh cũng xuất hiện trong một số quảng cáo, bao gồm quảng cáo trên TV của Vương quốc Anh cho sự ra mắt trở lại của Ngân hàng TSB , thuốc tẩy Domestos và Moneysupermarket.com , quảng cáo cho nhiên liệu Shell và một quảng cáo của Mỹ cho thuốc theo toa Crestor . Anh cũng lồng tiếng cho các quảng cáo trên TV của Vương quốc Anh và Úc cho phiên bản PAL của Final Fantasy XII .
Stewart đã sử dụng giọng nói của mình cho các quảng cáo xe Pontiac và Porsche và MasterCard Gold vào năm 1996, và Goodyear Assurance Tires vào năm 2004. Anh cũng đã lồng tiếng cho TV RCA. Ông ấy đã lồng tiếng cho Max Winters trong TMNT vào tháng 3 năm 2007. Năm 2008, ông ấy cũng là người lồng tiếng cho các quảng cáo truyền hình cho bia Currys và Stella Artois. Hiện tại, ông được thấy trong các điểm truyền hình National Car Rental.
Ông lồng tiếng cho người kể chuyện của trò chơi máy tính Electronic Arts, The Sims Medieval, cho đoạn phim giới thiệu và đoạn giới thiệu của trò chơi được phát hành vào ngày 22 tháng 3 năm 2011. Ông ấy cũng lồng tiếng cho các mảng truyện và đoạn giới thiệu của MMOG LEGO Universe và người kể chuyện My Memory Of Us.

## Đời tư

### Các mối quan hệ và con cái
Stewart và người vợ đầu tiên, Sheila Falconer, ly hôn vào năm 1990 sau 24 năm chung sống. Họ có hai con, con trai Daniel và con gái Sophia. Daniel là một diễn viên sân khấu và màn ảnh, và đã xuất hiện cùng với cha mình trong bộ phim truyền hình Death Train năm 1993, bộ phim sitcom Blunt Talk, và tập phim Star Trek: The Next Generation năm 1992 "The Inner Light", đang phát con trai của mình.
Năm 1997, Stewart đính hôn với Wendy Neuss, một trong những nhà sản xuất của Star Trek: The Next Generation. Họ kết hôn vào ngày 25 tháng 8 năm 2000, và ly hôn ba năm sau đó.
Bốn tháng trước khi ly hôn với Neuss, Stewart đóng cùng nữ diễn viên Lisa Dillon trong bộ phim The Master Builder, và cả hai có quan hệ tình cảm cho đến năm 2007.
Năm 2008, Stewart bắt đầu hẹn hò với Sunny Ozell, một ca sĩ kiêm nhạc sĩ sống ở Brooklyn, New York, người mà Stewart gặp khi biểu diễn ở Macbeth tại Học viện Âm nhạc Brooklyn. Ông mua một ngôi nhà ở khu Park Slope ở Brooklyn vào tháng 8 năm 2012 và sau đó bắt đầu sống ở đó với Ozell. Vào tháng 3 năm 2013, có thông tin rằng họ đã đính hôn, và họ kết hôn vào tháng 9 năm 2013 với Ian McKellen thực hiện nghi lễ. Năm 2020, Stewart tiết lộ rằng cuộc hôn nhân của ông với Ozell ở Nevada không có ràng buộc về mặt pháp lý vì bằng chứng kết hôn của McKellen không hợp lệ ở Nevada. Cặp đôi sau đó đã tổ chức buổi lễ thứ hai ngẫu hứng và chính thức với McKellen tại một nhà hàng Mexico ở Los Angeles ngay sau buổi lễ Nevada.

### Niềm tin, nguyên nhân và sở thích
Stewart đã tuyên bố rằng chính trị của ông bắt nguồn từ niềm tin vào "công bằng" và "bình đẳng". Ông tự nhận mình là một người theo chủ nghĩa xã hội và là một thành viên của Công Đảng Anh. Ông nói, "Cha tôi là một công đoàn viên rất mạnh và những vấn đề cơ bản của Lao động đã ăn sâu vào tôi." Ông chỉ trích Chiến tranh Iraq và luật pháp của chính phủ Vương quốc Anh trong lĩnh vực tự do dân sự, đặc biệt là kế hoạch kéo dài thời gian giam giữ miễn phí lên 42 ngày đối với các nghi phạm khủng bố. Ông đã ký một lá thư ngỏ phản đối đề xuất này vào tháng 3 năm 2008. Vào tháng 8 năm 2018, ông đã bị Daily Telegraph trích dẫn rộng rãi trong số những người khác, người đã thông báo rằng ông rời Cộng Đảng do lo ngại về sự lãnh đạo của Jeremy Corbyn. Ông ấy đã đăng trên Twitter để xác nhận rằng ông đã bị trích dẫn sai và phủ nhận rằng ông ấy đã rời khỏi đảng.
Stewart là một người theo chủ nghĩa vô thần và là người bảo trợ cho Tổ chức Nhân văn Vương quốc Anh. Ông cũng tự nhận mình là một nhà nữ quyền. Ông đã công khai ủng hộ quyền hỗ trợ tự sát. Vào tháng 1 năm 2011, anh trở thành người bảo trợ cho Dignity in Dying và các chiến dịch vận động cho luật hỗ trợ người hấp hối ở Anh.
Vào tháng 8 năm 2014, Stewart là một trong 200 nhân vật của công chúng đã ký một lá thư gửi tới The Guardian bày tỏ hy vọng rằng Scotland sẽ bỏ phiếu để tiếp tục là một phần của Vương quốc Anh trong cuộc trưng cầu dân ý vào tháng 9 về vấn đề đó.
Vào năm 2016, Stewart, cùng với Benedict Cumberbatch, đã dẫn đầu hơn 280 nhân vật trong giới nghệ thuật ủng hộ một cuộc bỏ phiếu để ở lại EU liên quan đến cuộc trưng cầu dân ý về vấn đề đó.
Vào ngày 2 tháng 3 năm 2017, Stewart cho biết ông sẽ nộp đơn xin nhập quốc tịch Mỹ để phản đối chính quyền Trump. Tuy nhiên, trong một cuộc phỏng vấn của Hiệp hội báo chí tại Buổi tiệc gây quỹ phát sáng của Viện phim Anh vào ngày 3 tháng 10 năm 2017, ông nói rằng ông hy vọng Hoa Kỳ sẽ thông qua luật sử dụng súng mạnh hơn, nhưng không đề cập đến bất kỳ ý định trở thành Công dân Mỹ đang tiếp tục hy vọng đó.
Stewart là người ủng hộ suốt đời cho câu lạc bộ bóng đá địa phương của ông ấy Huddersfield Town AFC. Ông đã có mặt tại Sân vận động Wembley vào năm 2017 khi câu lạc bộ giành quyền thăng hạng lên hạng đấu cao nhất lần đầu tiên kể từ năm 1972. Kể từ năm 2010, ông ấy là chủ tịch của Học viện Huddersfield Town, dự án của câu lạc bộ nhằm xác định và phát triển tài năng trẻ.
Trong một cuộc phỏng vấn với American Theater, ông ấy nói, "Đôi khi, tôi luôn mơ tưởng trở thành một nghệ sĩ piano hòa nhạc. Tôi đã may mắn qua nhiều năm để làm việc rất chặt chẽ với Emanuel Axe vĩ đại. Tôi đã nói với anh ấy. rằng nếu tôi có thể đổi chỗ cho bất kỳ ai thì sẽ là với anh ấy. "
Vào năm 2015, Stewart đã gây tranh cãi trên mạng xã hội khi bảo vệ những người thợ làm bánh theo đạo Cơ đốc ở Belfast bị phạt vì phân biệt đối xử sau khi từ chối nướng một chiếc bánh có dòng chữ "Ủng hộ hôn nhân đồng tính". Stewart, trên trang cá nhân Facebook của mình , bảo vệ quyết định đứng về phía những người thợ làm bánh nói rằng trong khi anh vẫn phản đối tôn giáo có tổ chức, "Không phải vì đó là một cặp đồng tính mà họ phản đối, không phải vì họ đang ăn mừng một số loại hôn nhân hoặc một thỏa thuận giữa họ. Đó là lời nói thực tế trên bánh mà họ phản đối. Bởi vì họ thấy những lời lẽ xúc phạm. Tôi sẽ ủng hộ quyền của họ để nói 'Không, điều này xúc phạm đến niềm tin của cá nhân tôi, tôi sẽ không làm điều đó. "Những người thợ làm bánh Cơ đốc cuối cùng đã thắng trongmột quyết định mang tính bước ngoặt của Tòa án Tối cao đối với Vương quốc Anh, gần như đồng thời với một trường hợp tương tự ở Hoa Kỳ .
Stewart là một người đam mê xe hơi, và thường xuyên xuất hiện tại Silverstone trong những ngày cuối tuần Grand Prix của Anh. Ông ấy đã thực hiện cuộc phỏng vấn trên bục với ba người về đích hàng đầu trong Grand Prix Canada 2017. Trong lần xuất hiện năm 2003 trên Top Gear, ông ấy đã đặt thời gian vòng đua là 1 phút 50 giây trên tính năng "Ngôi sao trên chiếc xe có giá hợp lý". Ông có bằng thi đấu Motorsport Vương quốc Anh và đã thi đấu trong cuộc đua Silverstone Classic Celebrity Challenge 2012, về đích thứ chín, kém người chiến thắng Kelvin Fletcher 3 phút 02,808 giây. Trong năm 2012, Stewart gặp thần tượng đua xe của mình Stirling Moss vì BBC Two phim tài liệu Racing Legends .

## Danh sách phim tham gia

### Điện ảnh
| Năm  | Phim                                        | Vai diễn                         | Ghi chú                          |
| ---- | ------------------------------------------- | -------------------------------- | -------------------------------- |
| 1975 | Hedda                                       | Ejlert Løvborg                   |                                  |
| 1975 | Hennessy                                    | Tilney                           |                                  |
| 1981 | Excalibur                                   | Leondegrance                     |                                  |
| 1982 | The Plague Dogs                             | Major                            | Lồng tiếng                       |
| 1984 | Dune                                        | Gurney Halleck                   |                                  |
| 1984 | Uindii (Translated: Windy Story)            | Charles Duffner                  |                                  |
| 1985 | Code Name: Emerald                          | Colonel Peters                   |                                  |
| 1985 | The Doctor and the Devils                   | Prof. Macklin                    |                                  |
| 1985 | Lifeforce                                   | Dr. Armstrong                    |                                  |
| 1985 | Wild Geese II                               | Russian General                  |                                  |
| 1986 | Lady Jane                                   | Henry Grey, 1st Duke of Suffolk  |                                  |
| 1991 | L.A. Story                                  | Mr. Perdue, Maître d' at L'Idiot |                                  |
| 1993 | Gunmen                                      | Loomis                           |                                  |
| 1993 | Robin Hood: Men in Tights                   | Richard I                        |                                  |
| 1994 | The Pagemaster                              | Adventure                        | Lồng tiếng                       |
| 1994 | Star Trek Generations                       | Jean-Luc Picard                  |                                  |
| 1995 | Jeffrey                                     | Sterling                         |                                  |
| 1995 | Let It Be Me                                | John                             |                                  |
| 1996 | Star Trek: First Contact                    | Jean-Luc Picard                  |                                  |
| 1997 | Conspiracy Theory                           | Dr. Jonas                        |                                  |
| 1997 | Masterminds                                 | Rafe Bentley                     |                                  |
| 1998 | Dad Savage                                  | Dad Savage                       |                                  |
| 1998 | The Prince of Egypt                         | Seti                             | Lồng tiếng                       |
| 1998 | Safe House                                  | Mace Sowell                      |                                  |
| 1998 | Star Trek: Insurrection                     | Jean-Luc Picard                  | Nhà sản xuất liên kết            |
| 2000 | X-Men                                       | Giáo sư Charles Xavier           |                                  |
| 2001 | Jimmy Neutron: Boy Genius                   | King Goobot                      | Lồng tiếng                       |
| 2002 | Star Trek: Nemesis                          | Jean-Luc Picard                  |                                  |
| 2003 | X2                                          | Giáo sư Charles Xavier           |                                  |
| 2004 | Boo, Zino & the Snurks                      | Albert Drollinger                | Lồng tiếng Anh                   |
| 2005 | Chicken Little                              | Mr. Woolensworth                 | Lồng tiếng                       |
| 2005 | The Game of Their Lives                     | Older Dent McSkimming            |                                  |
| 2005 | Nausicaä of the Valley of the Wind          | Lord Yupa                        | Lồng tiếng Anh                   |
| 2005 | Steamboy                                    | Lloyd Steam                      | Lồng tiếng Anh                   |
| 2006 | Bambi II                                    | The Great Prince                 | Lồng tiếng; video                |
| 2006 | X-Men: The Last Stand                       | Giáo sư Charles Xavier           |                                  |
| 2007 | TMNT                                        | Winters                          | Lồng tiếng                       |
| 2009 | X-Men Origins: Wolverine                    | Giáo sư Charles Xavier           | Khách mời không được công nhận   |
| 2011 | Gnomeo & Juliet                             | Bill Shakespeare                 | Lồng tiếng                       |
| 2012 | Ice Age: Continental Drift                  | Ariscratle                       | Lồng tiếng                       |
| 2012 | Ted                                         | Người dẫn chuyện                 | Lồng tiếng                       |
| 2013 | Hunting Elephants                           | Lord Michael Simpson             |                                  |
| 2013 | Legends of Oz: Dorothy's Return             | Tugg                             | Lồng tiếng                       |
| 2013 | The Wolverine                               | Giáo sư Charles Xavier           | Khách mời không được công nhận   |
| 2014 | Match                                       | Tobi Powell                      |                                  |
| 2014 | A Million Ways to Die in the West           | Guardian Sheep                   | Lồng tiếng; không được công nhận |
| 2014 | Sinbad: The Fifth Voyage                    | Người dẫn chuyện                 | Lồng tiếng                       |
| 2014 | X-Men: Days of Future Past                  | Giáo sư Charles Xavier           |                                  |
| 2015 | Christmas Eve                               | Harris                           |                                  |
| 2015 | Green Room                                  | Darcy                            |                                  |
| 2015 | Ted 2                                       | Narrator                         | Lồng tiếng                       |
| 2016 | Spark: A Space Tail                         | The Captain                      | Lồng tiếng                       |
| 2017 | Dragonheart: Battle for the Heartfire       | Drago                            | Lồng tiếng                       |
| 2017 | The Emoji Movie                             | Poop                             | Lồng tiếng                       |
| 2017 | Logan                                       | Giáo sư Charles Xavier           |                                  |
| 2017 | The Wilde Wedding                           | Harold                           |                                  |
| 2018 | Postcards from the 48%                      | Chính mình                       | Phim tài liệu                    |
| 2019 | Charlie's Angels                            | John Bosley                      |                                  |
| 2019 | Coda                                        | Henry Cole                       |                                  |
| 2019 | The Kid Who Would Be King                   | Merlin trưởng thành              |                                  |
| 2020 | Dragon Rider                                | Nettlebrand                      | Lồng tiếng                       |
| 2022 | Doctor Strange in the Multiverse of Madness | Giáo sư Charles Xavier           |                                  |
| 2022 | Untitled Mario film                         | Kamek                            | Lồng tiếng Đang sản xuất         |

### Truyền hình
| Năm             | Tiêu đề                                           | Vai                                  | Ghi chú                                                      |
| --------------- | ------------------------------------------------- | ------------------------------------ | ------------------------------------------------------------ |
| 1967            | Coronation Street                                 | Nhân viên cứu hỏa                    | Episode: "#1.638"                                            |
| 1969            | Civilisation                                      | Horatio                              | Episode: "Protest and Communication"                         |
| 1973            | Play of the Month: The Love-Girl and the Innocent | Gurvich                              | Television film                                              |
| 1974            | Antony and Cleopatra                              | Enobarbus                            | Television film                                              |
| 1974            | Fall of Eagles                                    | Vladimir Lenin                       | 3 episodes                                                   |
| 1974            | The Gathering Storm                               | Clement Attlee                       | Television film                                              |
| 1975            | Joby                                              | Reg Weston                           | Television film                                              |
| 1975            | North & South                                     | John Thornton                        | 4 episodes                                                   |
| 1976            | I, Claudius                                       | Sejanus                              | 4 episodes                                                   |
| 1977            | Jackanory                                         | Người dẫn chuyện                     | 5 episodes reading Annerton Pit by Peter Dickinson           |
| 1979            | Tinker Tailor Soldier Spy                         | Karla                                | Episode: "How It All Fits Together"                          |
| 1980            | The Anatomist by James Bridie                     | Dr. Knox                             | Television film                                              |
| 1980            | Hamlet, Prince of Denmark                         | Claudius                             | Television film                                              |
| 1980            | Little Lord Fauntleroy                            | Wilkins                              | Television film                                              |
| 1981–1983       | Maybury                                           | Edward Roebuck                       | 20 episodes                                                  |
| 1982            | Smiley's People                                   | Karla                                | Episode #1.6                                                 |
| 1984            | Pope John Paul II                                 | Wladyslaw Gomulka                    | Television film                                              |
| 1987–1994       | Star Trek: The Next Generation                    | Jean-Luc Picard                      | Vai chính                                                    |
| 1988            | Reading Rainbow                                   | Chính mình                           | Episode: "The Bionic Bunny Show"                             |
| 1993            | Death Train                                       | Malcolm Philpott                     | Television film; also known as Detonator                     |
| 1993            | Star Trek: Deep Space Nine                        | Jean-Luc Picard                      | Episode: "Emissary"                                          |
| 1994            | In Search of Dr. Seuss                            | Seargeant Mulvaney                   | Voice; television film                                       |
| 1994            | Saturday Night Live                               | Chính mình                           | Người dẫn chương trình; tập: "Patrick Stewart / Salt-N-Pepa" |
| 1995            | 500 Nations                                       | Various voices                       | 8 episodes                                                   |
| 1995; 2013      | The Simpsons                                      | Number One (voice)                   | 2 episodes                                                   |
| 1996            | The Canterville Ghost                             | Sir Simon de Canterville             | Television film                                              |
| 1998            | Moby Dick                                         | Captain Ahab                         | 3 episodes                                                   |
| 1999            | Animal Farm                                       | Napoleon                             | Voice; television film                                       |
| 1999            | A Christmas Carol                                 | Ebenezer Scrooge                     | Television film                                              |
| 2002            | King of Texas                                     | John Lear                            | Television film                                              |
| 2003            | Frasier                                           | Alastair Burke                       | Episode: "The Doctor Is Out"                                 |
| 2003            | The Lion in Winter                                | Vua Henry II                         | Television film                                              |
| 2004            | The Last Dragon                                   | Người dẫn chuyện                     | Voice; television film                                       |
| 2005            | Extras                                            | Chính mình                           | Episode: "Patrick Stewart"                                   |
| 2005            | Mysterious Island                                 | Nemo                                 | Television film                                              |
| 2005            | The Snow Queen                                    | The Raven                            | Voice; television film                                       |
| 2005–2014, 2018 | Family Guy                                        | Nhiều vai lồng tiếng                 | Voice; recurring role                                        |
| 2005–nay        | American Dad!                                     | Avery Bullock / Nhiều vai lồng tiếng | Voice; recurring role                                        |
| 2006            | Eleventh Hour                                     | Ian Hood                             | 4 episodes                                                   |
| 2009            | Hamlet                                            | Claudius / The Ghost                 | Television film                                              |
| 2010            | Macbeth                                           | Macbeth                              | Television film                                              |
| 2012            | The Daily Show                                    | Chính mình                           | Correspondent; 7 episodes                                    |
| 2012            | Futurama                                          | Huntmaster                           | Voice; episode: "31st Century Fox"                           |
| 2012            | Richard II                                        | John of Gaunt                        | Television film                                              |
| 2012, 2014      | Robot Chicken                                     | Additional voices                    | Voice; 3 episodes                                            |
| 2014            | Cosmos: A Spacetime Odyssey                       | William Herschel                     | Voice; episode: "A Sky Full of Ghosts"                       |
| 2015–2016       | Blunt Talk                                        | Walter Blunt                         | Main role                                                    |
| 2015            | Oscar's Hotel for Fantastical Creatures           | Albert                               | Voice; episode: "Fishy Business"                             |
| 2016            | Unbreakable Kimmy Schmidt                         | Chính mình                           | Voice; episode: "Kimmy Kidnaps Gretchen!"                    |
| 2019            | Breakthrough: The Ideas That Changed the World    | Người dẫn chuyện                     | Voice; documentary                                           |
| 2020–present    | Star Trek: Picard                                 | Jean-Luc Picard                      | Main role; also executive producer                           |
| 2020            | The Ready Room                                    | Chính mình                           | Aftershow; 2 episodes                                        |

### Trò chơi điện tử
| Năm  | Tiêu đề                                        | Vai lồng tiếng                          |
| ---- | ---------------------------------------------- | --------------------------------------- |
| 1994 | Lands of Lore: The Throne of Chaos             | Richard, Ruler of Gladstone             |
| 1995 | Star Trek: The Next Generation - A Final Unity | Jean-Luc Picard                         |
| 1997 | Star Trek Generations                          | Jean-Luc Picard                         |
| 1999 | Star Trek: Hidden Evil                         | Jean-Luc Picard                         |
| 2000 | Star Trek: Invasion                            | Jean-Luc Picard                         |
| 2000 | Star Trek: Armada                              | Jean-Luc Picard / Locutus of Borg clone |
| 2001 | Star Trek: Armada II                           | Jean-Luc Picard                         |
| 2002 | Star Trek: Bridge Commander                    | Jean-Luc Picard                         |
| 2002 | Star Trek: Starfleet Command III               | Jean-Luc Picard                         |
| 2002 | X-Men: Next Dimension                          | Charles Xavier                          |
| 2003 | X2: Wolverine's Revenge                        | Charles Xavier                          |
| 2003 | Star Trek: Elite Force II                      | Jean-Luc Picard                         |
| 2004 | Forgotten Realms: Demon Stone                  | Khelban "Blackstaff" Arunsun            |
| 2004 | X-Men Legends                                  | Charles Xavier                          |
| 2005 | X-Men Legends II: Rise of Apocalypse           | Charles Xavier                          |
| 2006 | The Elder Scrolls IV: Oblivion                 | Emperor Uriel Septim VII                |
| 2006 | X-Men: The Official Game                       | Charles Xavier                          |
| 2006 | Star Trek: Legacy                              | Jean-Luc Picard                         |
| 2010 | Castlevania: Lords of Shadow                   | Zobek / Death                           |
| 2010 | Lego Universe                                  | Narrator                                |
| 2011 | The Sims Medieval                              | Narrator                                |
| 2011 | War of the Worlds                              | Narrator                                |
| 2014 | Castlevania: Lords of Shadow 2                 | Zobek                                   |
| 2014 | Family Guy: The Quest for Stuff                | Himself / Jean-Luc Picard               |
| 2015 | Leonardo's Cat                                 | Leonardo da Vinci                       |
| 2018 | My Memory of Us                                | Narrator                                |
| 2019 | Shadow Point                                   | Narrator                                |
| 2019 | Felix the Reaper                               | Narrator                                |

### Sân khấu
| Năm       | Tiêu đề                           | Vai diễn             | Nhà viết kịch                  | Địa điểm                                                                                  |
| --------- | --------------------------------- | -------------------- | ------------------------------ | ----------------------------------------------------------------------------------------- |
| 1965–1966 | Hamlet                            | Player King          | William Shakespeare            | Royal Shakespeare Theatre, London                                                         |
| 1968      | King Lear                         | Duke of Cornwall     | William Shakespeare            | Royal Shakespeare Theatre, London                                                         |
| 1969      | Bartholomew Fair                  | Ben Jonson           | Lantern Leatherhead            | Aldwych Theatre, London                                                                   |
| 1970–1971 | Two Gentlemen of Verona           | Launce               | John Guare, Mel Shapiro        | Aldwych Theatre, London Royal Shakespeare Theatre                                         |
| 1971      | A Midsummer's Night Dream         | Tom Snout            | William Shakespeare            | Billy Rose Theatre, Broadway                                                              |
| 1975      | Hedda Gabler                      | Eilert Lovborg       | Henrik Ibsen                   | Royal Shakespeare Theatre (Australian tour)                                               |
| 1977–1978 | A Midsummer's Night Dream         | Oberon               | William Shakespeare            | Aldwych Theatre Royal Shakespeare Theatre                                                 |
| 1978      | A Miserable Lonely Death          | Col. Goosen          | Norman Fenton, Ron Blair       | Royal Shakespeare Theatre Aldwych Theatre                                                 |
| 1981–1982 | Two Gentlemen of Verona           | Sir Eglamour         | John Guare, Mel Shapiro        | Royal Shakespeare Theatre                                                                 |
| 1982      | Every Good Boy Deserves Favour    | Doctor               | Tom Stoppard                   | Royal Festival Hall                                                                       |
| 1995      | The Tempest                       | Prospero             | Bill Shakespeare               | New York Shakespeare Festival Broadhurst Theatre, Broadway                                |
| 1997      | Othello                           | Othello              | William Shakespeare            | The Lansburgh Theatre, Washington, D.C.                                                   |
| 1998      | The Ride Down Mt. Morgan          | Lyman Felt           | Arthur Miller                  | The Public Theatre, Off-Broadway Ambassador Theatre, Broadway                             |
| 2001      | Who's Afraid of Virginia Woolf?   | George               | Edward Albee                   | Guthrie, Minneapolis                                                                      |
| 2001      | Johnson Over Jordan               | Robert Johnson       | J. B. Priestley                | West Yorkshire Playhouse, Leeds                                                           |
| 2003      | The Master Builder                | Halvard Solness      | Henrik Ibsen                   | Albery Theatre, London                                                                    |
| 2003      | The Caretaker                     | Davies               | Harold Pinter                  | American Airlines Theatre, Broadway                                                       |
| 2006      | The Tempest                       | Prospero             | William Shakespeare            | Royal Shakespeare Theatre Novello Theatre, London                                         |
| 2006      | Antony and Cleopatra              | Mark Antony          | William Shakespeare            | Swan Theatre, Royal Shakespeare Company                                                   |
| 2007      | A Christmas Carol                 | Solo Performer       | Charles Dickens                | Albery Theatre, West End of London                                                        |
| 2007      | Twelfth Night                     | Malvolio             | William Shakespeare            | Chichester Festival Theatre                                                               |
| 2007–2008 | Macbeth                           | Macbeth              | William Shakespeare            | Gielgud Theatre, London Brooklyn Academy of Music, New York City Lyceum Theatre, Broadway |
| 2008–2009 | Hamlet                            | Claudius / The Ghost | William Shakespeare            | Royal Shakespeare Company Novello Theatre, London                                         |
| 2009      | Waiting for Godot                 | Vladimir             | Samuel Beckett                 | Theatre Royal Haymarket, West End (UK tour)                                               |
| 2010      | A Life in the Theatre             | Mr. Robert           | David Mamet                    | Gerald Schoenfeld Theatre, Broadway                                                       |
| 2010      | Bingo: Scenes of Money and Death  | William Shakespeare  | Edward Bond                    | Chichester Festival Theatre Young Vic Theatre                                             |
| 2011      | The Merchant of Venice            | Shylock              | William Shakespeare            | Royal Shakespeare Company                                                                 |
| 2013      | No Man's Land                     | Hirst                | Harold Pinter                  | Berkeley Repertory Theatre, California                                                    |
| 2013–2014 | Waiting for Godot / No Man's Land | Vladimir/Hirst       | Samuel Beckett / Harold Pinter | Cort Theatre, Broadway                                                                    |
| 2016      | No Man's Land                     | Hirst                | Harold Pinter                  | Lyceum Theatre, Sheffield Theatre Royal, Newcastle                                        |